# دانشگاه ایمان
دانشگاه ایمان (به عربی: جامعة الإیمان) یک دانشگاه در یمن است.